# Филлит

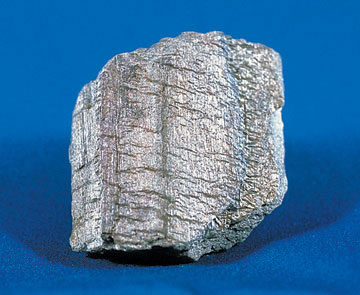
Филлит

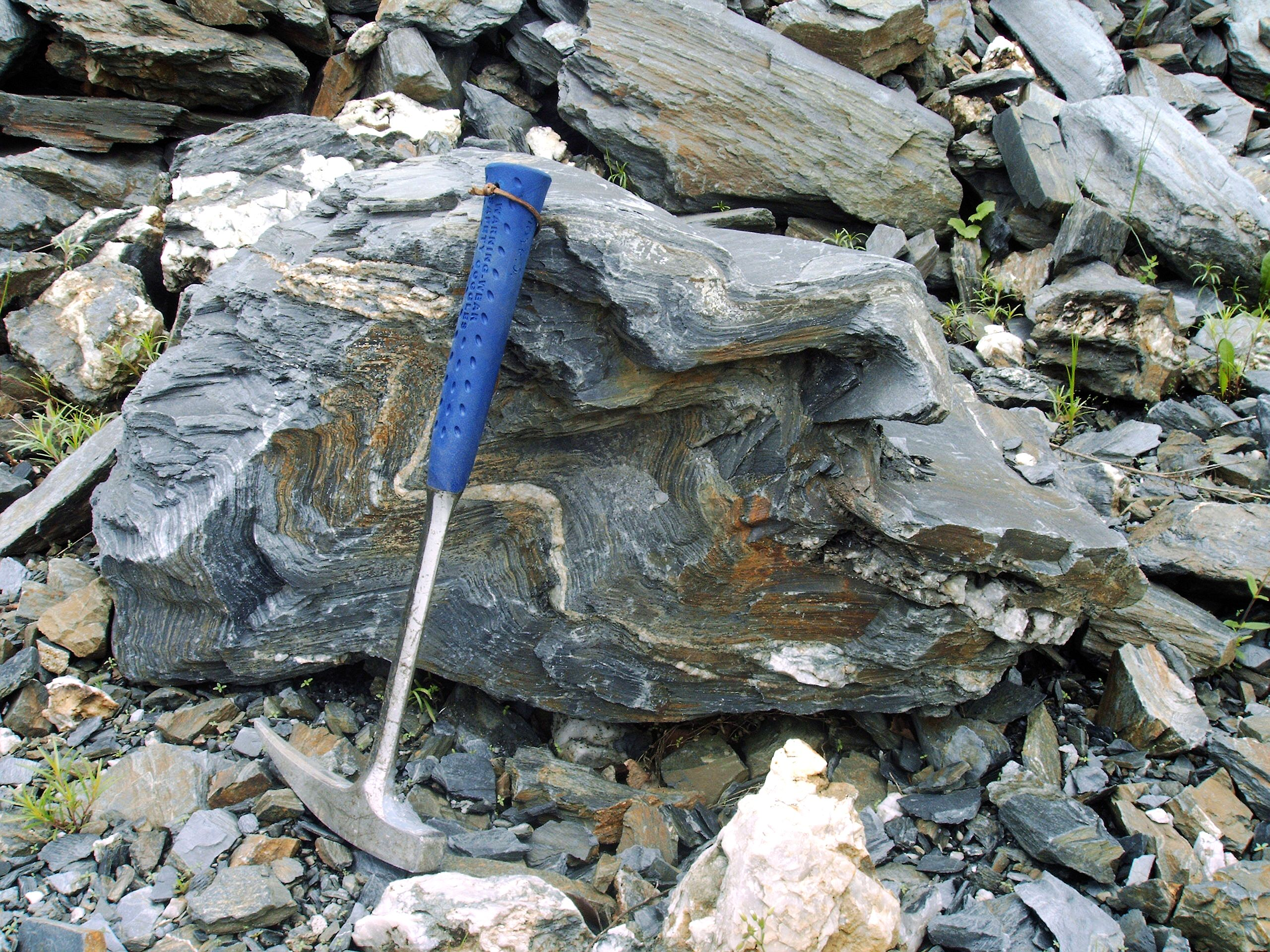
Филлит с кварцевыми жилами

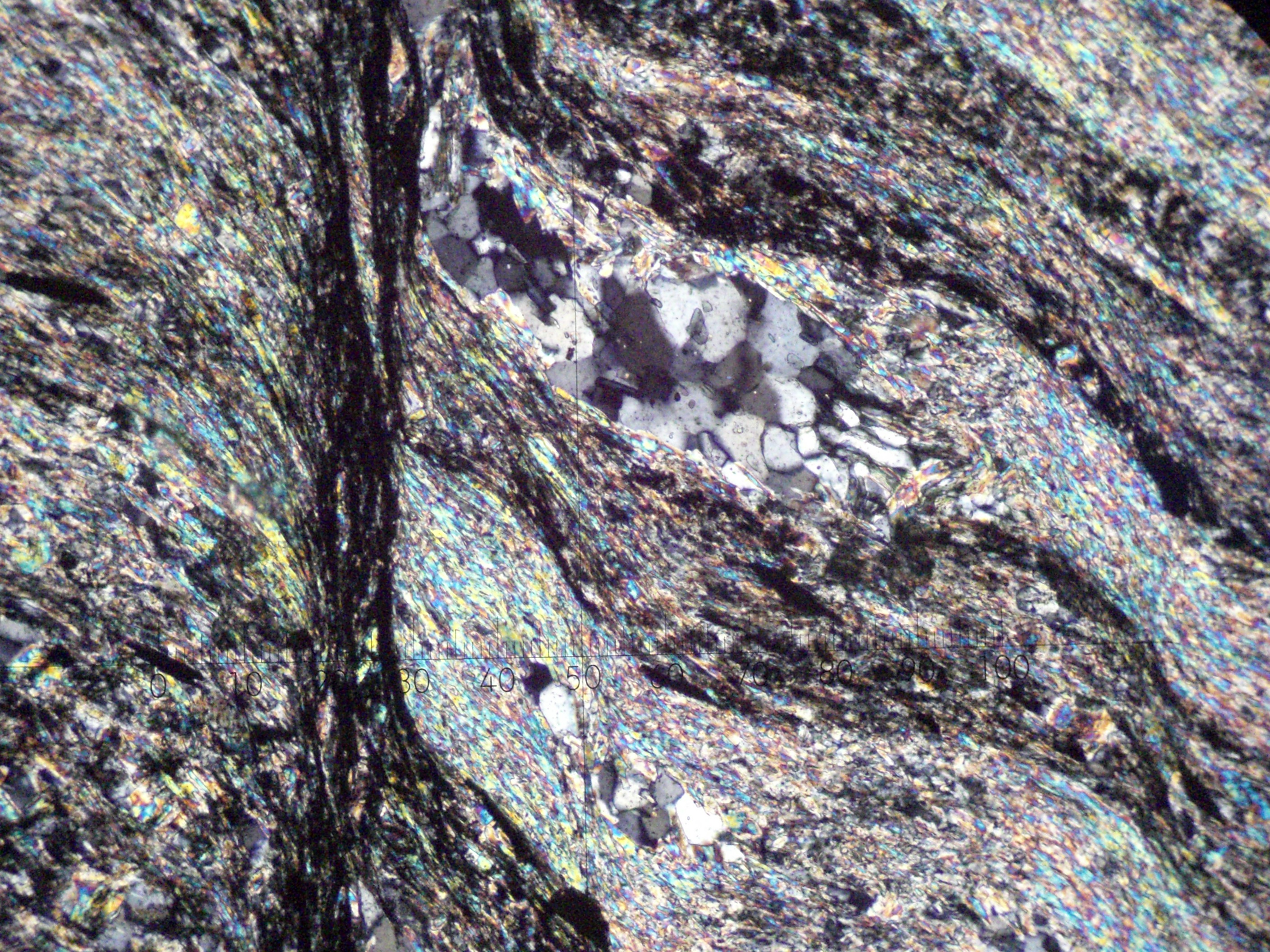
Микрофотография шлифа филлита при стократном увеличении

Филли́т (от греч. phýllon — лист) — метаморфическая горная порода, по структуре и составу являющаяся переходной между глинистым (аспидным, кровельным) и слюдяным сланцем. По внешнему виду филлит схож с глинистым сланцем, от которого отличается структурой и, в особенности, более или менее значительным содержанием слюды, вследствие чего филлит также называют слюдяно-глинистым сланцем (другие синонимы его названия — тонкозернистый слюдяной сланец, микрокристаллический сланец, слюдяной шиферный сланец, кристаллический шиферный сланец).

## Свойства
Филлит представляет собой плотную, мелкозернистую кристаллическую породу с очень чётко выраженной сланцеватостью (плитчатостью) в одном направлении, имеющую, как правило, тёмно-серый цвет, иногда переходящий в оттенки зелёного или чёрный. На поверхностях сланцеватости филлита наблюдается шёлковый, перламутровый, иногда металлический блеск (в отличие от глинистого сланца), характерна также способность породы раскалываться на тонкие плитки. Отличается достаточно высокой плотностью, вязкостью, твёрдостью и водостойкостью; имеет предел прочности при сжатии 50…240 МПа, плотность — около 2,7 г/см3. Состоит главным образом из мелких чешуек слюды (мелкочешуйчатого мусковита — серицита, а также хлорита); представлены также глинистые частицы, а также мелкие кристаллы либо зёрна кварца и, реже, других продуктов метаморфоза исходной глинистой породы — альбита, актинолита, андалузита, биотита, граната, доломита, кальцита, окислов железа (гематита и магнетита), пирита, полевого шпата, роговой обманки, рутила, ставролита, турмалина.
Среди разновидностей филлитов, в зависимости от включений, выделяют альбитовый, магнетитовый, биотитовый, полевошпатовый, серицитовый, ставролитовый, оттрелитовый, кварцитовый филлит и ряд других.

## Происхождение и распространение в природе
Филлиты образуются при слабом региональном метаморфизме преимущественно глинистых осадочных пород, будучи связанными с ними плавными переходами к слюдяным сланцам от собственно глинистых сланцев. При значительном содержании полевого шпата и более чётко выраженной кристаллической структуре получаются переходы через полевошпатовые филлиты к гнейсам. При дальнейшем увеличении степени метаморфизма происходит преобразование филлита в слюдяной кристаллический сланец.
Филлиты имеют широкое распространение в различных регионах по всему земному шару, в особенности в составе верхнего структурного этажа докембрийских платформ, а также в краевых зонах складчатых горных областей. В частности, они во множестве встречаются в Великобритании (Девон), Германии (Бавария, Рудные Горы, Гарц, Таунус), России (в особенности в Восточной Сибири — на Сибирской платформе и в горных хребтах, окружающих её: Восточном Саяне, Енисейском кряже, Становом хребте, Хамар-Дабане и т. д.), США (в Новой Англии, на территории Аппалачей в пределах Канадского щита, включая часть Миннесоты и Мичигана, а также районы распространения древних пород в западной части страны), Франции (Арденны и Бретань), Финляндии и т. д.

## Применение
Богатые серицитом «грифельные» филлиты используются при производстве сланцевой муки. Некоторые разновидности филлита используются в качестве кровельного материала.